# 大谷向駅

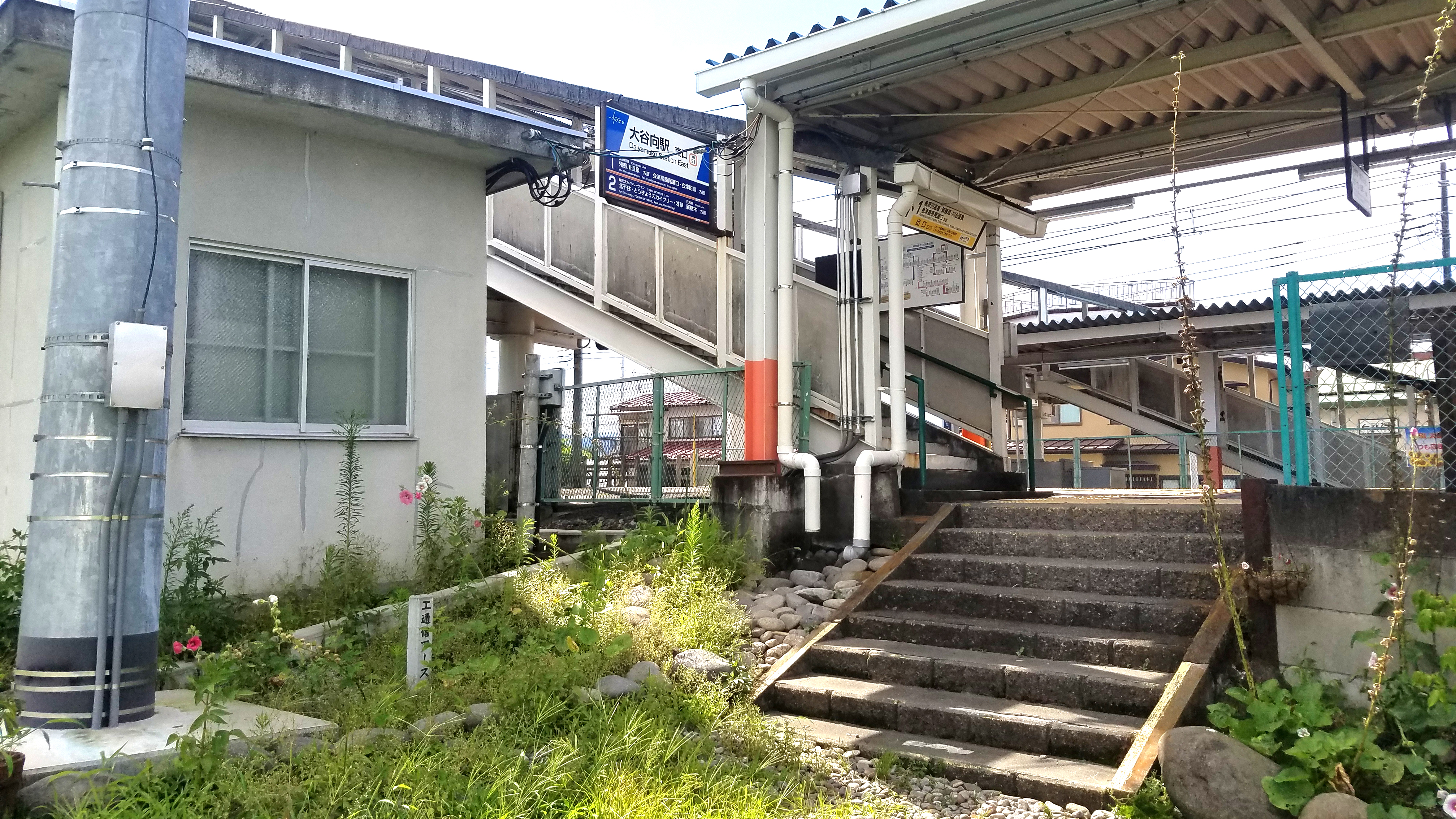
東口（2021年8月）

大谷向駅（だいやむこうえき）は、栃木県日光市今市にある東武鉄道鬼怒川線の駅である。駅番号はTN 51。

## 歴史
- 1917年（大正6年）1月2日 - 下野軌道大谷向今市駅として開業。
- 1919年（大正8年）12月28日 - 大谷向駅に改称。
- 1921年（大正10年）6月6日 - 下野軌道が下野電気鉄道に改称、下野電気鉄道の駅となる。
- 1927年（昭和2年）11月以降 - 廃止[1]。
- 1931年（昭和6年）3月1日 - 再開業[1]。
- 1943年（昭和18年）5月1日 - 東武鉄道が下野電気鉄道を買収。東武鉄道の駅となる。
- 1973年（昭和48年）9月1日 - 駅無人化（簡易委託開始）。
- 2017年（平成29年）
  - 4月21日 - 特急「リバティきぬ」「リバティ会津」が停車開始[2]。
  - 10月27日 - 下りホームおよび上りホームが「東武鉄道大谷向駅下りプラットホーム」「東武鉄道大谷向駅上りプラットホーム」として国の登録有形文化財（建造物）に登録される。
- 2022年（令和4年）3月12日 - 特急「リバティきぬ」「リバティ会津」の停車取りやめ[3]。

### 駅名の由来
日光街道・日光例幣使街道・会津西街道今市宿を構成した7町の一つ、「大谷向」に由来する。

## 駅構造

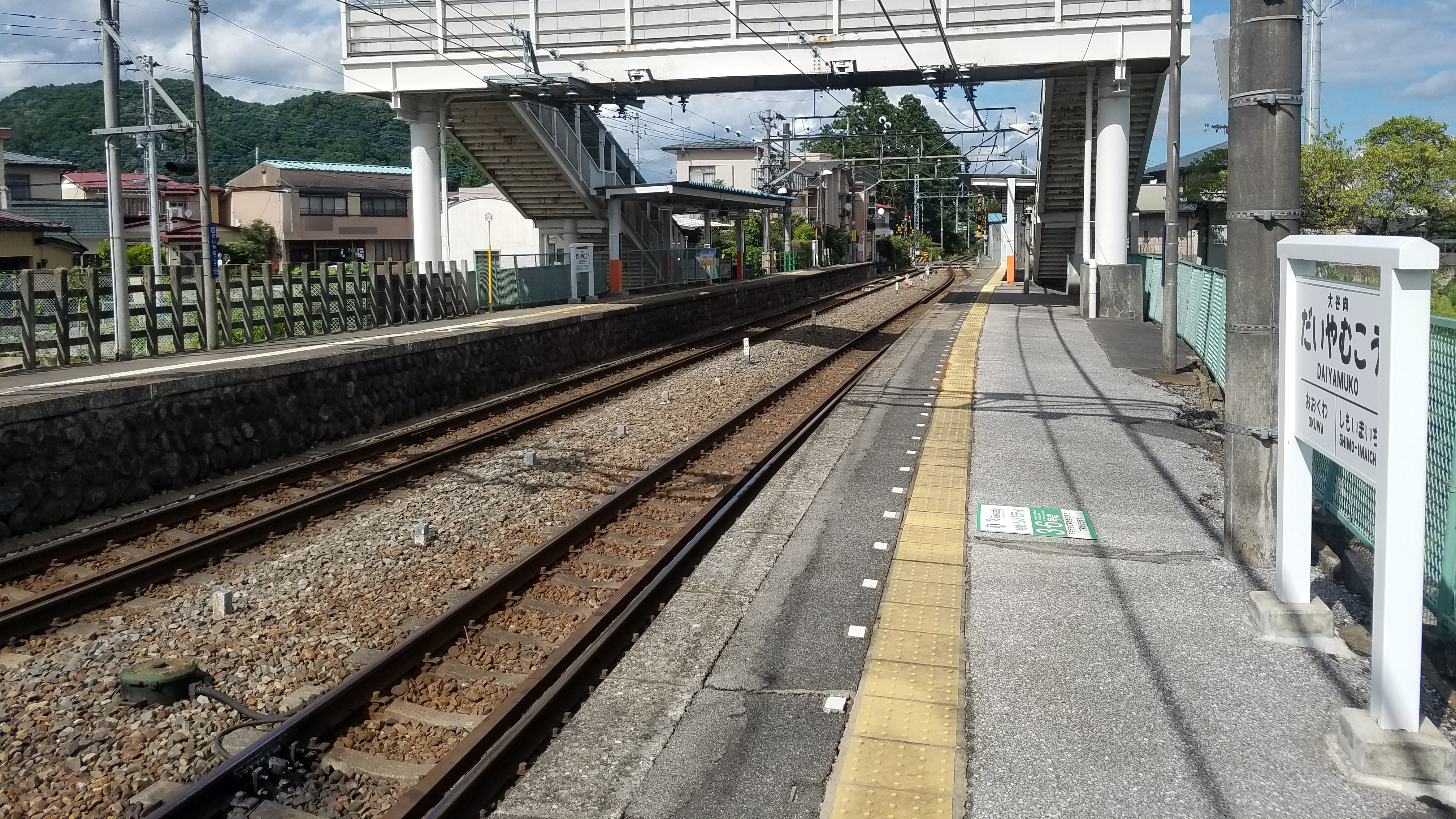
ホーム（2021年8月）

相対式ホーム2面2線を有する地上駅。駅舎は新藤原方面ホーム側にあり（西口）、下今市方面ホームとは跨線橋により連絡している。下今市方面ホームには東口出入口がある。
駅員無配置駅で、かつては近距離乗車券を駅前商店で発売していた。
下りホームおよび上りホームは玉石積盛土式の特徴ある外観を有し、鬼怒川線の近代化を今に伝える構造物であることから「東武鉄道大谷向駅下りプラットホーム」「東武鉄道大谷向駅上りプラットホーム」として国の登録有形文化財（建造物）に登録されている（2つのホームは別々に、2件として登録）。

### のりば
| 番線 | 路線     | 方向 | 行先             |
| ---- | -------- | ---- | ---------------- |
| 1    | 鬼怒川線 | 下り | 新藤原方面       |
| 2    | 鬼怒川線 | 上り | 浅草・下今市方面 |

- 上記の路線名は旅客案内上の名称（「東武スカイツリーライン」は愛称）で表記している。

## 利用状況
2024年度の1日平均乗降人員は153人である。
近年の1日平均乗降人員の推移は以下の通り｡
| 年度               | 1日平均 乗降人員 | 出典       |
| ------------------ | ---------------- | ---------- |
| 2015年（平成27年） | 173              |            |
| 2016年（平成28年） | 183              |            |
| 2017年（平成29年） | 191              |            |
| 2018年（平成30年） | 179              |            |
| 2019年（令和元年） | 161              |            |
| 2020年（令和02年） | 130              |            |
| 2021年（令和03年） | 145              | [ 東武 3 ] |
| 2022年（令和04年） | 135              | [ 東武 4 ] |
| 2023年（令和05年） | 141              | [ 東武 5 ] |
| 2024年（令和06年） | 153              | [ 東武 1 ] |

## 駅周辺
- 今市大谷向郵便局
- 今市警察署
- 日光市立今市第二小学校
- 本敬寺
- 大谷川
- 国道121号
- 日光交通・日光市営バス「大谷向駅前」停留所
- ヤオハン今市店

## 隣の駅
東武鉄道
 鬼怒川線
下今市駅 (TN 23) - 大谷向駅 (TN 51) - 大桑駅 (TN 52)